# Слаб сити
Слаб сити (на английски: Slab City или The Slabs) (33 ° 15'32 "N 115 ° 27'59" W) е селище в пустинята Колорадо в окръг Импириъл, югоизточната част на щата Калифорния, САЩ.
Използва се от собственици на каравани (автомобили за отдих) и заселници от цяла Северна Америка. То носи името си от бетонните плочи и пилони, които остават, изоставени след края на Втората световна война от казармите, които са се намирали там. Група военнослужещи остава след закриването на базата, и мястото се населява оттогава, въпреки че броят на жителите е намалява от средата на 1980 г. След 2010 г. обаче поради икономическата криза населението му се увеличава отново.
Няколко хиляди лагерници, много от тях пенсионери, използват това място през зимните месеци. Те остават само за зимата, преди да мигрират на север през пролетта на по-хладен климат. Температурите през лятото са непоносими, но въпреки това има група от около 150 постоянни жители, които живеят в селището през цялата година. Повечето от тях получават социални пенсии от държавата и са принудени да живеят тук поради беднота.
Жителите не плащат за паркинг и няма почти никакви регулации. Наричат мястото „последния свободен град на Америка“. Лагерът е без електричество, без течаща вода или каквито и да са други услуги. Много от лагеруващите използват генератори или слънчеви панели за генериране на електричество. Доставките могат да бъдат закупени в близкия град Нилан, Калифорния, разположен на около 3 мили (или 5 километра) югозападно от Слаб сити.
Разположен на изток от Щатски път 111, входът на селището лесно се познава по колоритната „планина спасение“, малък хълм около 3 етажа, който е изцяло покрит с акрилна боя, бетон и кирпич и украсен с библейски стихове. Това е текущ проект повече от 2 десетилетия на постоянно пребиваващия жител Ленард Найт.
Слаб сити е показан във филма „Сред дивата природа“ на Шон Пен.